# Guðmundur Kjærnested
Guðmundur Hjaltason Halldórsson Kjærnested (ur. 29 czerwca 1923 w Hafnarfjörður, zm. 2 września 2005 w Reykjavíku) – komandor Islandzkiej Straży Wybrzeża. Brał udział w trzech islandzko-brytyjskich wojnach dorszowych. Jest najbardziej znany z dowodzenia okrętem ICGV „Týr” i swoich osiągnięć podczas obrony spornych zmian na wodach terytorialnych Islandii ze strony brytyjskiej marynarki i trawlerów podczas wojen dorszowych. Zmarł 2 września 2005 r. W Islandii jest uznawany za bohatera narodowego i prawdziwego patriotę.

## Odznaczenia

### Narodowe
- Kawaler Orderu Sokoła Islandzkiego (17 czerwca 1976)
- Wielki Kawaler Orderu Sokoła Islandzkiego (17 czerwca 1984)

### Zagraniczne
- Dania: Kawaler Orderu Danebroga
- Norwegia: Kawaler Orderu Świętego Olafa